# Неданчичі
Неда́нчичі — село в Україні, у Любецькій селищній громаді Чернігівського району Чернігівської області. Населення становить 730 осіб. До 2020 орган місцевого самоврядування — Неданчицька сільська рада. Відстань до селища Ріпки становить близько 58 км і проходить автошляхами Т 2506 та Т 2537. Село межує із територією міста Славутич Київської області. Також поблизу села розташований пункт контролю Неданчичі на кордоні з Білоруссю («Йолча»). Неданчицькій сільській раді підпорядковане село Грабівка та ще кілька навколишніх сіл.

## Історія
В околицях села Неданчичі виявлено поселення доби неоліту (V—IV тисячоліття до н. е.)., чотири — епохи бронзи (II тисячоліття до н. е.)., Одне — періоду раннього заліза (VIII—III ст до н. е.) і три давньоруських городища часів Київської Русі (IX—XIII ст.).
Неданчичі відомі з середини XVII ст.
Неподалік села в часи Козацької України видобували залізну руду і виплавляли з неї метал. Про це, зокрема, свідчать назви сіл в околиці (напр. Нова Рудня).
З Універсалу Івана Мазепи від 26 березня 1701 р. про надання архієпископу чернігівському і новгородському у посесію Неданчицької рудні:
| «…Мы прето, гетьман, видячи многое иждивение ку благолђпию церковному… не одмовляем у чинности, такъ и тую помянутую рудню Неданчицкую и людей при оной живущихъ в зуполную поссесію, моць и владзу зо всђми з ней приходами и пожитками належачимы, из послушенствомъ тихъ неданчицких людей до гачення греблђ тамошной в помощъ потребним сим унђверсалом нашим ствержаемъ и надаемъ под такою кондициею, абы его милость щороку з той своей руднђ до скарбу войскового казалъ давати дванядцать возков желђза доброго гнучого, от якой дачи на сей тилко еденъ рокъ его милостей уволняем, з тих мђрь же направу и на реставрованне оной же руднђ будетъ его милость кошть свой ложити;» (ЦДІАК України. – Ф.57. – Оп. 1. – Спр. 6. – Арк. 1177/1164). |
У 2018 році школу закрили, учнів перевели вчитися до Любеча і Славутича. Близько 15 учнів возить шкільний автобус до Любеча, ще 5 учнів добираються своїх ходом до Славутича.
12 червня 2020 року, відповідно до розпорядження Кабінету Міністрів України № 730-р «Про визначення адміністративних центрів та затвердження територій територіальних громад Чернігівської області», увійшло до складу Любецької селищної громади.
19 липня 2020 року, в результаті адміністративно - територіальної реформи та ліквідації Ріпкинського району, село увійшло до складу Чернігівського району Чернігівської області.

## Інфраструктура
- відділення Укрпошти;
- сільрада;
- яхт-клуб та пляж;
- клуб.

## Галерея

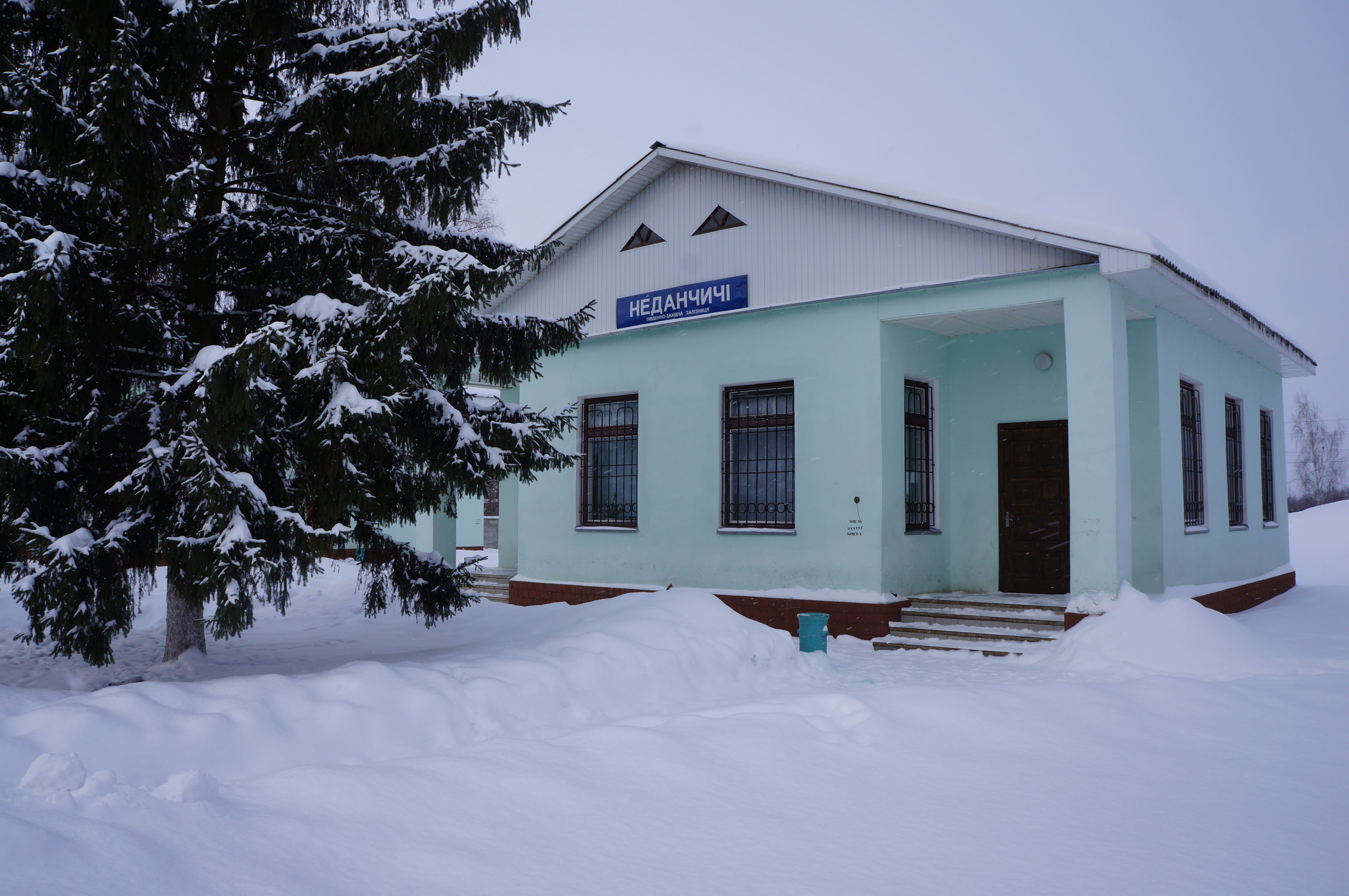
Вокзал станції Неданчичі (грудень 2012)
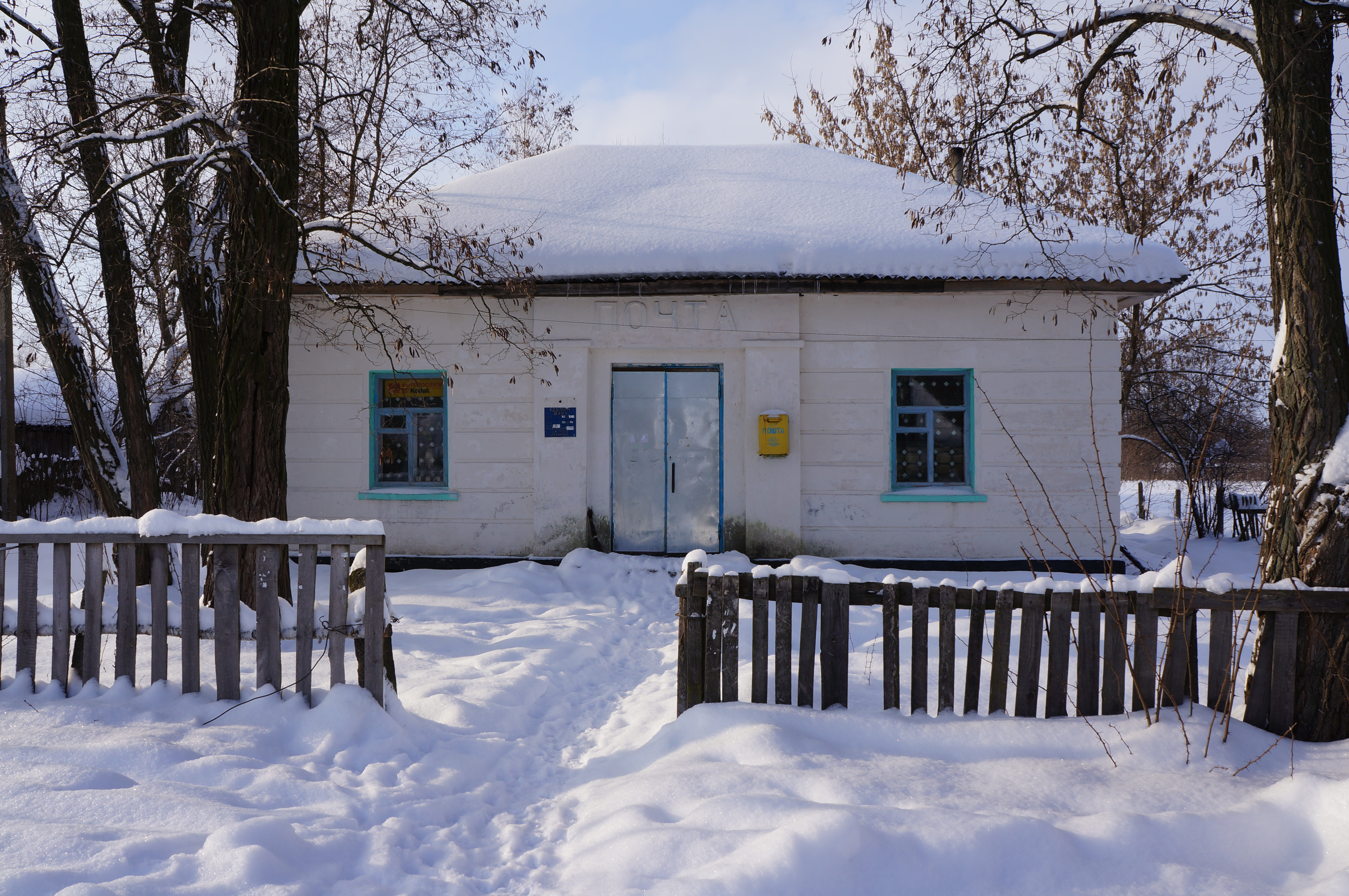
Пошта
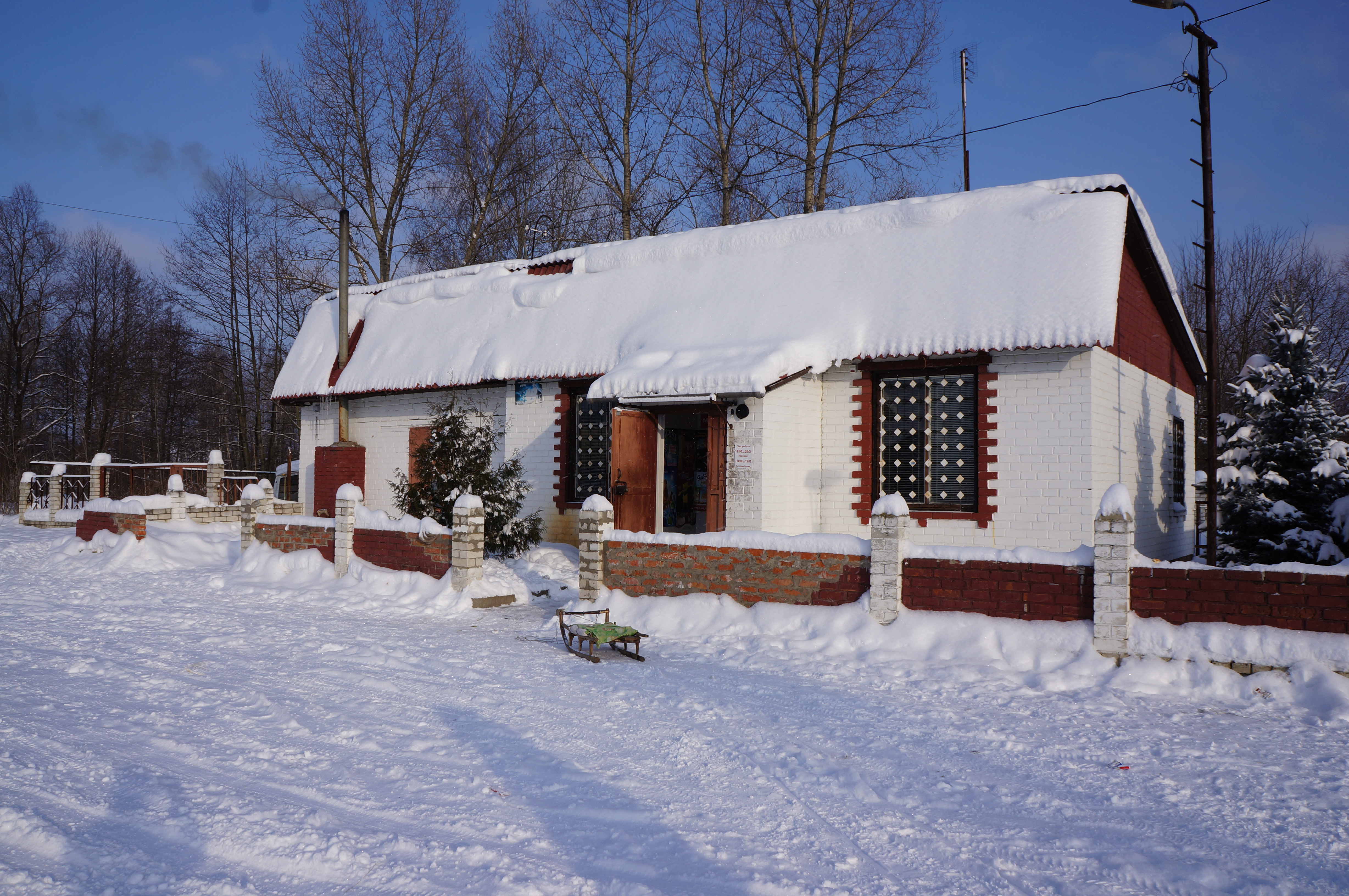
Магазин
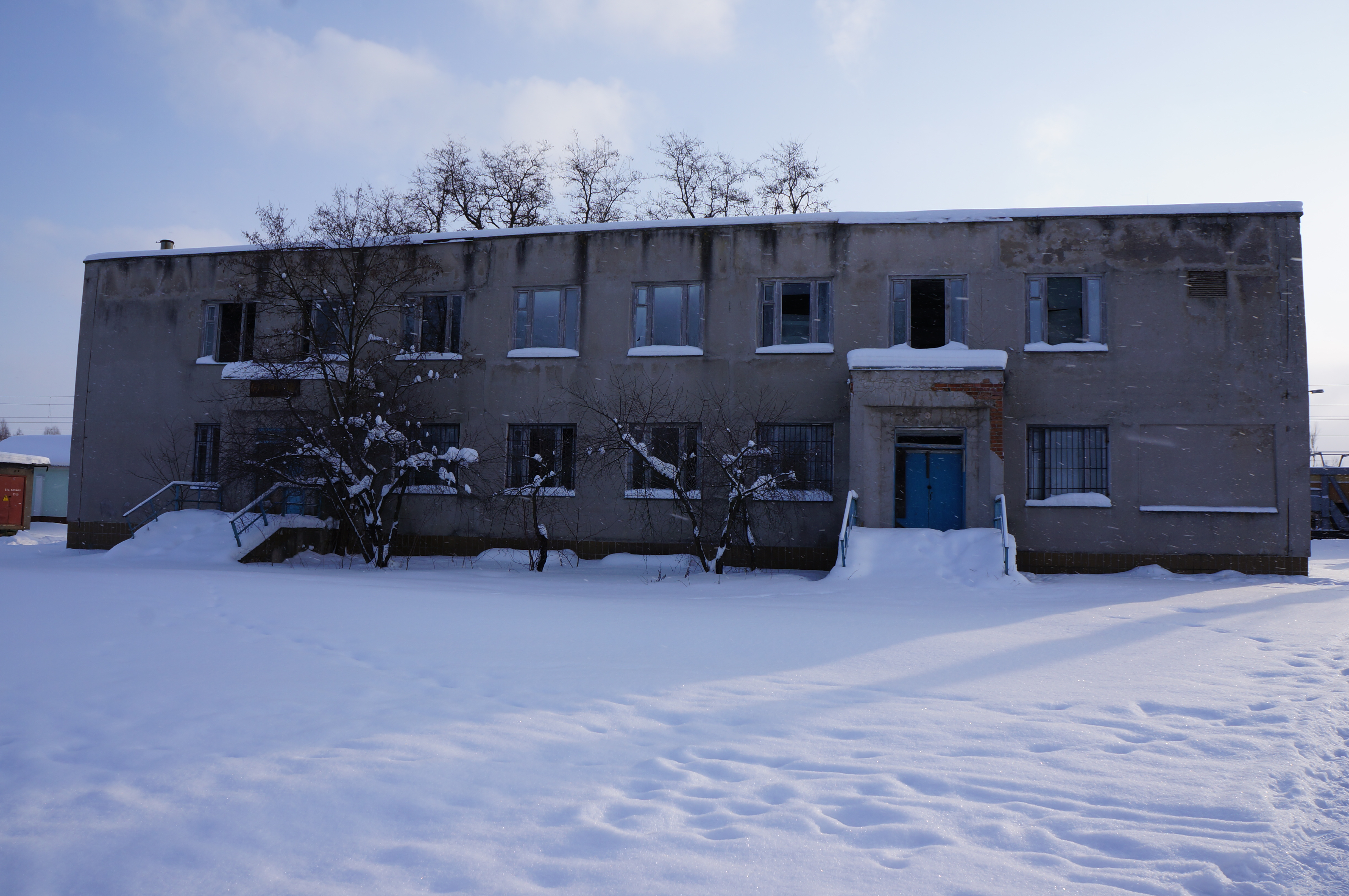
Продовольчий магазин